# Électrification du réseau ferré au Luxembourg
Pour un article plus général, voir Système d'électrification ferroviaire.
L’électrification du réseau ferré au Luxembourg est un processus quasi-achevé des lignes de chemin de fer en installations fixes permettant la traction électrique, en 25 kV alternatif 50Hz.

## Le réseau aujourd'hui
En 2015, 262 des 275 km que compte le réseau ferré luxembourgeois sont électrifiés et ce, depuis 2018, en 25 kV alternatif exclusivement.

## Historique
Les premières lignes de chemin de fer électrifiées au Luxembourg furent les chemins de fer industriels et miniers, ainsi que les réseaux de tramway.
Après guerre, alors que le pays est ravagé mais bénéficie du plan Marshall dont l'un des objectifs est de réduire la dépendance au charbon. Le grand-duché fait d'abord le choix de la traction Diesel puis décide au début des années 1950 d'électrifier son réseau. Choix économique de raison transfrontalière qui évite d'être un « îlot » non électrifié placé entre trois pays en train d'électrifier les leurs.
Il reste à choisir une tension et si le 15 000 V – 16,67 Hz allemand est exclu d'office dans le contexte particulier de l'après-guerre, les ingénieurs luxembourgeois choisissent finalement le 25 000 V – 50 Hz français pour la ligne 6 et le 3 000 V belge pour la ligne 5 dans la continuité de la ligne 162 belge, avec la mise en place d'installations de commutation 3 kV / 25 kV en gare de Luxembourg.
Ce choix pour la ligne 5 restera un cas unique, le 25 kV sera utilisé pour toutes les électrifications suivantes, celles des lignes vers l'est et l'Allemagne et les lignes du bassin minier dans les années 1960 et 1970 ; ainsi une section de séparation est implantée entre le 25 000 V – 50 Hz luxembourgeois et le 15 000 V – 16,7 Hz allemand.
Enfin, les années 1980 à 1990 verront l'électrifications des dernières lignes du pays, comme la ligne 1 ou la ligne 7. Pour la ligne 1 notamment, les CFL font le choix de l'utilisation du 2 × 25 000 V – 50 Hz. Depuis cette période, seuls les tronçons subsistants de la ligne de l'Attert, des voies de service et la ligne industrielle ouverte par l'Arbed dans les années 1970 ne sont pas électrifiés.

## Caractéristiques techniques

### 3 000V
Cette tension fut choisie exclusivement sur la ligne 5, de Luxembourg à Kleinbettingen-Frontière car cette ligne prolonge la ligne belge 162 depuis Arlon en Belgique, la ligne 1 et la ligne belge 42 n'étaient alors pas électrifiées, elles le furent à la fin du XXe siècle en 25 000 V.
Cette alimentation a l'inconvénient d'exiger une caténaire lourde et des sous-stations d'alimentation très rapprochées (8 kilomètres à 20 kilomètres) donc des lignes électriques en haute tension nouvelles en milieu rural.
La ligne 5 a été réélectrifiée en 2 x 25 kV en septembre 2018, le 3 kV est donc désormais inutilisé au Luxembourg.

### 25kV
Cette tension est utilisée dès le début de l'électrification du réseau ferré luxembourgeois, hors ligne 5 et axes équipés par la suite en 2 x 25 kV. Sous cette tension la caténaire peut être légère et réduite à un seul fil de contact parfois sans fil porteur.

### 2 ×25kV
C’est une légère amélioration de l’alimentation en 25 kV qui permet d’espacer davantage les sous-stations (jusqu'à 100 kilomètres), donc un raccordement direct sur le réseau de transport en  Haute tension B et, parfois, sans adjonction de pylônes. L’électricité est transportée par un feeder à 25 kV en opposition de phase avec la caténaire. Des autotransformateurs à intervalles réguliers permettent d'alimenter la caténaire depuis le feeder. Le courant est ainsi principalement transporté sous une tension de 50 kV et par un câble de résistance électrique inférieure à celle du rail ce qui diminue les pertes et surtout les fortes intensités du courant de retour traction. 
Il a commencé par être utilisé notamment sur la ligne 1, de Luxembourg à Troisvierges-Frontière en 1993 et est utilisé depuis pour la plupart des nouvelles électrifications.

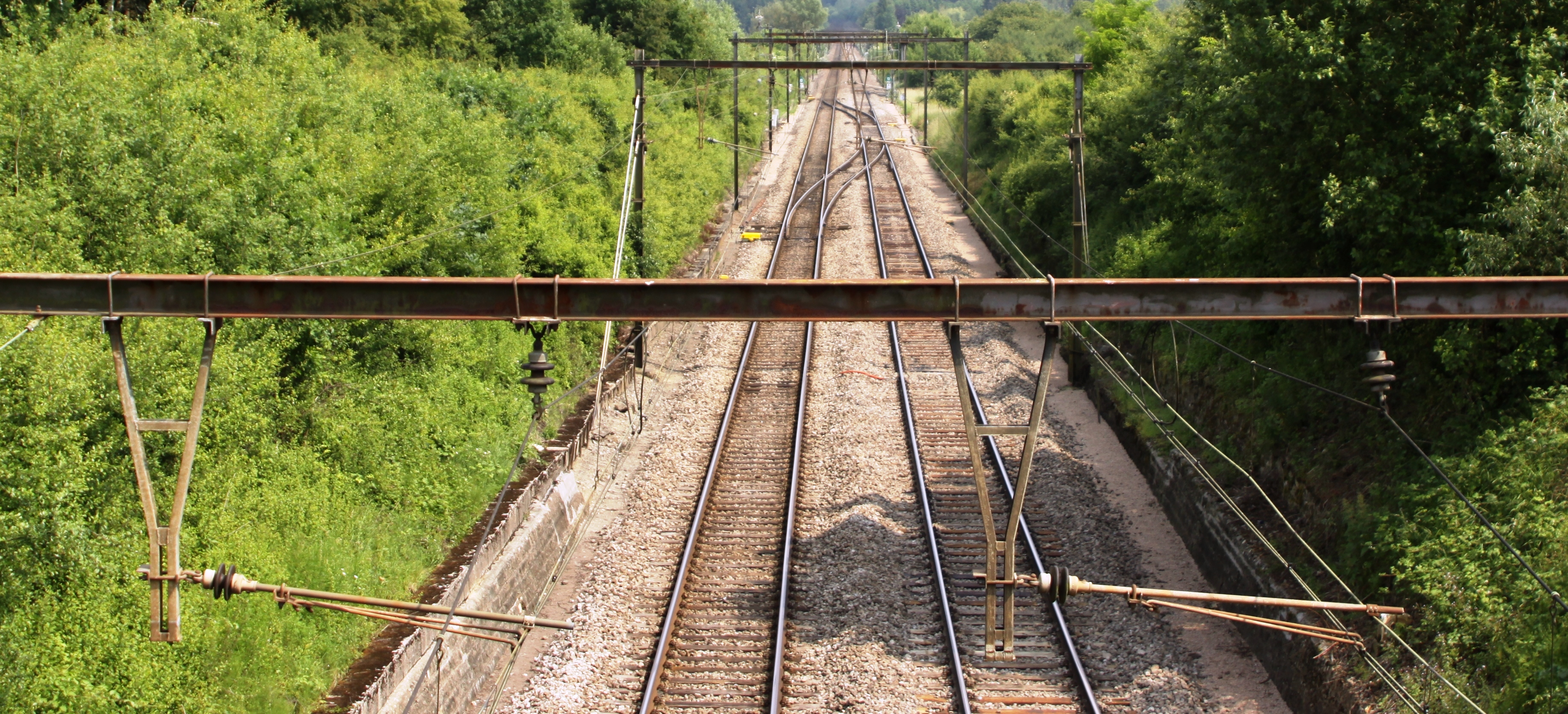
L'ancienne caténaire 3 000 V de la ligne 5.
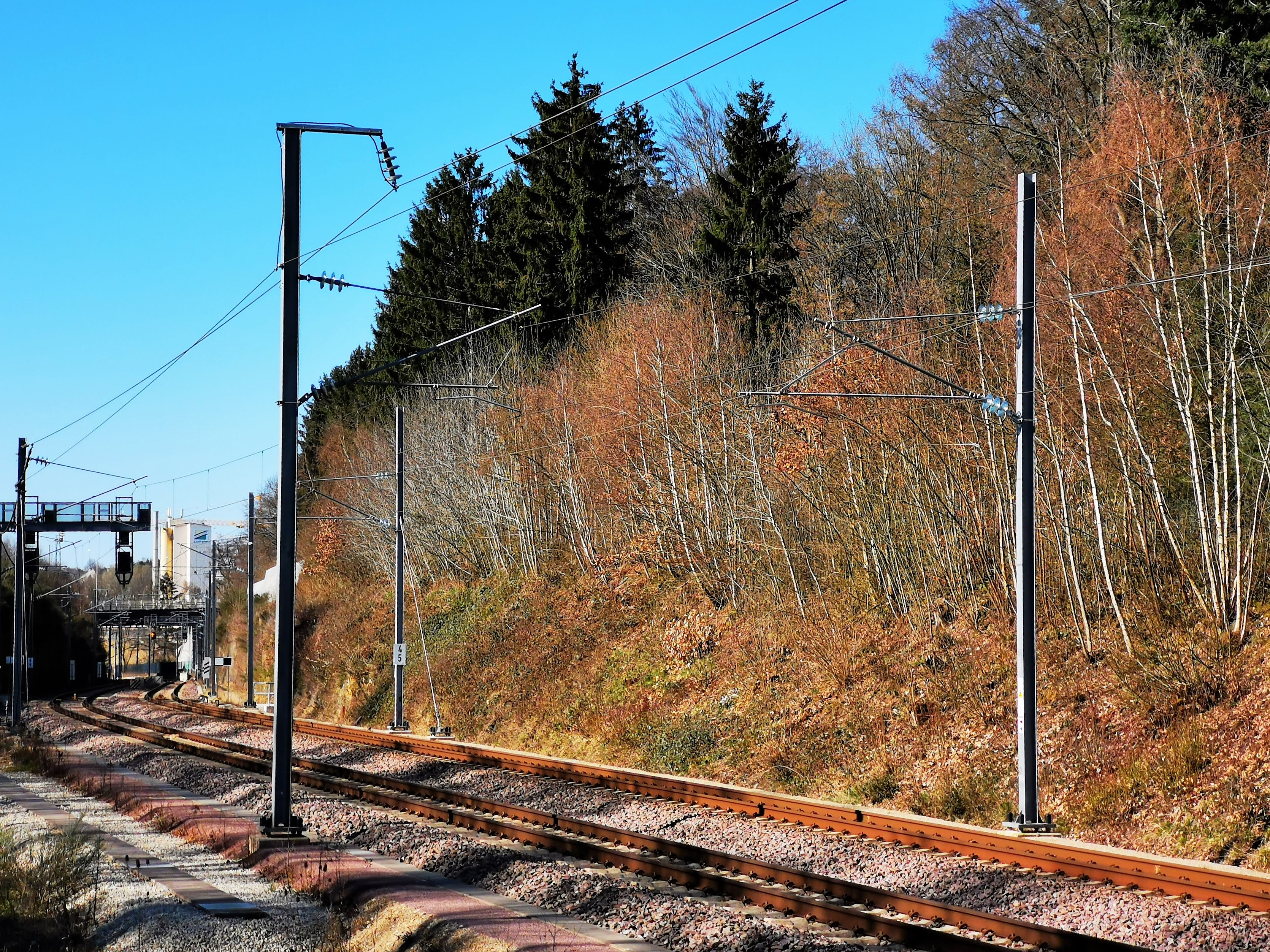
La caténaire 25 kV de la ligne 3.
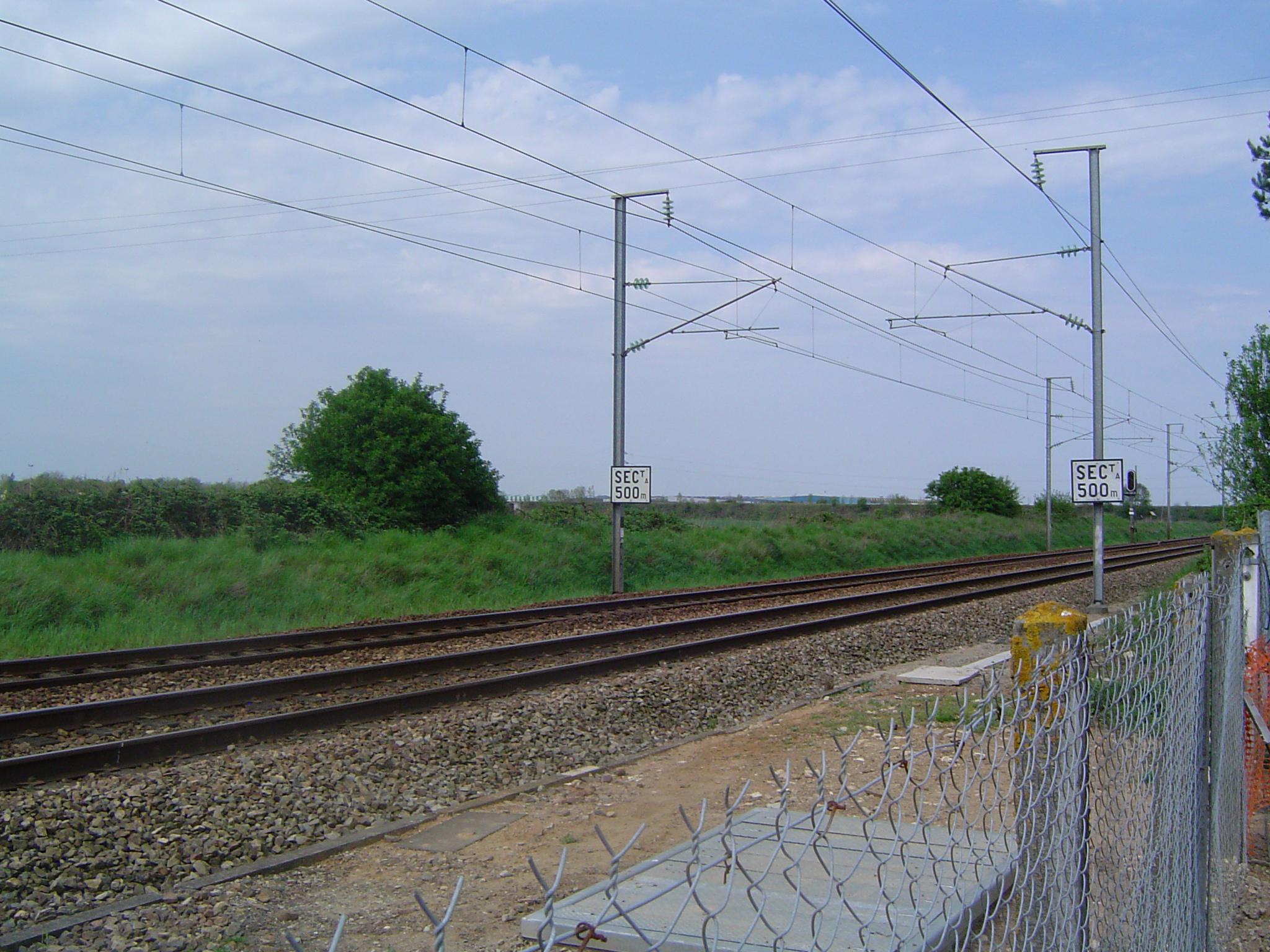
Image d'illustration d'une caténaire 2 x 25 kV (en France).

### Autres systèmes
Liste non exhaustive des autres tensions électriques qu'on peut rencontrer au Luxembourg ou qui furent utilisées autrefois sur des lignes bien spécifiques :
- 550 V continu, par caténaire : sur la ligne de Luxembourg à Echternach, aujourd'hui fermée, le tronçon Luxembourg-Dommeldange a été électrifié à la même tension que l'ancien tramway de Luxembourg ;
- 750 V continu, par caténaire : tension utilisée sur le tramway de Luxembourg, tramway moderne ;
- 1 200 V continu, par caténaire : tension inhabituelle utilisée sur le tramway d'Esch-sur-Alzette, aujourd'hui disparu.

## Chronologie de l'électrification du réseau ferré au Luxembourg
Les premières électrifications ont concerné les transports urbains et les trains de mine.
Le tableau suivant établit la chronologie des opérations concernant l'électrification des lignes du réseau ferré en Luxembourg. Il s'agit :
- essentiellement de la mise en service (à distinguer de la mise sous tension) d'installations électriques (catenaires par exemple) permettant la circulation de trains électriques ;
- des opérations de réélectrification, c'est-à-dire de modification substantielle de systèmes d'alimentation en électricité (changement de système, de courant, etc) ;
- des opérations de désélectrification, c'est-à-dire de la mise hors service d'installations électriques permettant la circulation de trains électriques ;
- des fermetures de ligne entraînant la fin de l'exploitation de trains électriques.

### Avant 1955
Les tramways et les lignes minières ne sont pas listées ici.
| Ligne                                                                  | Date              | Tension               | Compagnie(s) |
| ---------------------------------------------------------------------- | ----------------- | --------------------- | ------------ |
| Ligne de Luxembourg à Echternach : Section de Luxembourg à Dommeldange | 17 septembre 1928 | 550 V courant continu | PH (CV)/TVL  |
| Ligne de Luxembourg à Echternach : Suppression de la ligne             | décembre 1954     | —                     | CFL/TVL      |

### Après 1955
| Ligne                                                                                              | Date              | Tension                  | Compagnie(s)           |
| -------------------------------------------------------------------------------------------------- | ----------------- | ------------------------ | ---------------------- |
| Ligne 6                                                                                            | 28 septembre 1955 | 25 kV - 50 Hz            | CFL / SNCF             |
| Ligne 5                                                                                            | 28 septembre 1956 | 3 000 V CC               | CFL / SNCB             |
| Raccordement gare de Hollerich-triage de Luxembourg                                                | 28 octobre 1957   | 3 000 V CC               | CFL                    |
| Ligne 4                                                                                            | 21 octobre 1959   | 25 kV - 50 Hz            | CFL                    |
| Ligne 3 : Section de Oetrange à Wasserbillig                                                       | 21 octobre 1959   | 25 kV - 50 Hz            | CFL                    |
| Ligne 3 : Section de Luxembourg à Oetrange                                                         | 3 octobre 1959    | 25 kV - 50 Hz            | CFL                    |
| Ligne 6b                                                                                           | 9 juillet 1960    | 25 kV - 50 Hz            | CFL                    |
| Ligne 6c                                                                                           | 29 septembre 1960 | 25 kV - 50 Hz            | CFL                    |
| Ligne 6a                                                                                           | 29 septembre 1960 | 25 kV - 50 Hz            | CFL                    |
| Ligne 6f : Section d'Esch-sur-Alzette à la gare de Belvaux-Soleuvre                                | 30 janvier 1961   | 25 kV - 50 Hz            | CFL                    |
| Ligne 6f : Section de la gare de Belvaux-Soleuvre à Differdange                                    | 31 mars 1961      | 25 kV - 50 Hz            | CFL                    |
| Ligne 6f : Section de Differdange à Pétange et lignes 6g et 6j                                     | 3 mai 1961        | 25 kV - 50 Hz            | CFL / SNCB             |
| Ligne 6h                                                                                           | 3 mai 1961        | 25 kV - 50 Hz            | CFL / SNCF             |
| Ligne 6e                                                                                           | 15 mai 1972       | 25 kV - 50 Hz            | CFL / SNCF             |
| Ligne 3 : Section de Wasserbillig à la frontière allemande                                         | 8 avril 1974      | 25 kV - 50 Hz            | CFL                    |
| Ligne 3 : Desserte du port de Mertert.                                                             | 3 février 1980    | 25 kV - 50 Hz            | CFL                    |
| Ligne 6d                                                                                           | 26 février 1980   | 25 kV - 50 Hz            | CFL                    |
| Ligne 7                                                                                            | 27 mai 1981       | 25 kV - 50 Hz            | CFL                    |
| Ligne 1 : Section de Luxembourg à Kautenbach et Ligne 1a                                           | 17 mai 1989       | 25 kV - 50 Hz            | CFL                    |
| Ligne 1b                                                                                           | 17 février 1991   | 25 kV - 50 Hz            | CFL                    |
| Ligne 1 : Section de Kautenbach à Troisvierges                                                     | 10 septembre 1993 | 25 kV - 50 Hz            | CFL                    |
| Ligne 1 : Section de Troisvierges à la frontière belge                                             | 15 décembre 1993  | 25 kV - 50 Hz            | CFL / SNCB (cofinancé) |
| Raccordement gare de Hollerich-triage de Luxembourg : Équipement en zone commutable                | 1994              | 25 kV - 50 Hz/3 000 V CC | CFL                    |
| Ligne 6c : Fermeture du tronçon Rumelange-Rumelange - Ottange                                      | 1er juin 1996     | —                        | CFL                    |
| Ligne 6b : Prolongement à Volmerange-les-Mines                                                     | 3 décembre 2003   | 25 kV - 50 Hz            | CFL                    |
| Raccordement gare de Hollerich-triage de Luxembourg : Suppression de la zone commutable et du 3 kV | années 2010       | 25 kV - 50 Hz            | CFL                    |
| Ré-électrification de la ligne 5                                                                   | 17 septembre 2018 | 25 kV - 50 Hz            | CFL                    |